# Campeonato Africano de Atletismo de 2010 - Salto triplo masculino
A prova do salto triplo masculino do Campeonato Africano de Atletismo de 2010 foi disputada no dia 31 de julho de 2010 em Nairóbi,  no Quênia. 

## Recordes
Antes desta competição, os recordes mundiais e do campeonato nesta prova eram os seguintes:
|                       | Nome             | Nacionalidade | Distância | Local      | Data                 |
| --------------------- | ---------------- | ------------- | --------- | ---------- | -------------------- |
| Recorde mundial       | Jonathan Edwards | Reino Unido   | 18m 29 cm | Gotemburgo | 7 de agosto de 1995  |
| Recorde do campeonato | Andrew Owusu     | Gana          | 17m 23cm  | Dakar      | 19 de agosto de 1998 |
| Recorde africano      | Tarik Bouguetaïb | Marrocos      | 17m 37cm  | Khémisset  | 14 de julho de 2007  |

## Medalhistas
| Ouro            | Prata                    | Bronze               |
| Tosin Oke (NGR) | Hugo Mamba-Schlick (CMR) | Tumelo Thagane (RSA) |

## Cronograma
Todos os horários são locais (UTC+3).
| Data        | Hora  | Evento |
| ----------- | ----- | ------ |
| 31 de julho | 15:50 | Final  |

## Resultado final
| Posição           | Atleta                 | Nacionalidade  | #1    | #2    | #3    | #4    | #5    | #6    | Resultados | Notas                |
| ----------------- | ---------------------- | -------------- | ----- | ----- | ----- | ----- | ----- | ----- | ---------- | -------------------- |
| Medalha de ouro   | Tosin Oke              | Nigéria        | 16.70 | 16.87 | 16.87 | 16.65 | 17.22 | –     | 17.22      |                      |
| Medalha de prata  | Hugo Mamba-Schlick     | Camarões       | 16.61 | 16.58 | 16.77 | 16.52 | 16.78 | 16.74 | 16.78      | Recorde da temporada |
| Medalha de bronze | Tumelo Thagane         | África do Sul  | 15.98 | 16.64 | 16.26 | 16.56 | 14.97 | 16.58 | 16.64      |                      |
| 4                 | Issam Nima             | Argélia        | X     | 16.50 | 15.81 | 16.18 | 16.13 | X     | 16.50      | Recorde da temporada |
| 5                 | Mamadou Gueye          | Senegal        | 15.80 | 16.24 | X     | 16.13 | 16.19 | 15.79 | 16.24      | Recorde da temporada |
| 6                 | Tuan Wreh              | Libéria        | 16.17 | X     | X     | X     | X     | 15.67 | 16.17      | Recorde da temporada |
| 7                 | Amr Salama Aly Shouman | Egito          | 15.87 | 16.02 | X     | 15.85 | 15.68 | 15.59 | 16.02      |                      |
| 8                 | Tarik Bouguetaïb       | Marrocos       | X     | 15.93 | 15.92 | X     | 15.82 | 14.06 | 15.93      |                      |
| 9                 | Tera Langat            | Quênia         | 15.03 | 15.39 | 15.87 |       |       |       | 15.87      |                      |
| 10                | Roger Haitengi         | Namíbia        | X     | 15.27 | 15.55 |       |       |       | 15.55      |                      |
| 11                | Thiery Adanabou        | Burquina Fasso | X     | 15.40 | X     |       |       |       | 15.40      | Recorde pessoal      |
| 12                | Edwin Kimeli           | Quênia         | 14.94 | 15.15 | 15.05 |       |       |       | 15.15      |                      |
| 13                | Elijah Kimitei         | Quênia         | 14.78 | X     | X     |       |       |       | 14.78      |                      |
| 14                | Jude Sidonie           | Seicheles      | 14.24 | 14.58 | X     |       |       |       | 14.58      |                      |
| 15                | Galwak Garkoth         | Etiópia        | X     | X     | 13.67 |       |       |       | 13.67      |                      |
| 98 !              | Renny Bijoux           | Seicheles      | X     | X     | X     |       |       |       | NM         |                      |
| 99 !              | Derbew Tadesse         | Etiópia        |       |       |       |       |       |       | DNS        |                      |

Legenda
| Recorde mundial       | Recorde mundial (World record)               |                       | Recorde africano                      | Recorde africano (African) |                                           | Q | Classificado por posição (Qualified) |
| Recorde do campeonato | Recorde do campeonato (Championship record)  | Recorde da América    | Recorde da América (Americas)         | q                          | Classificado por melhor tempo (Qualified) |   |                                      |
| Melhor marca do ano   | Melhor marca do ano (World leading)          | Recorde asiático      | Recorde asiático (Asian)              | DNS                        | Não largou (Did not start)                |   |                                      |
| Recorde nacional      | Recorde nacional (National record)           | Recorde europeu       | Recorde europeu (European)            | DNF                        | Não terminou (Did not finish)             |   |                                      |
| Recorde pessoal       | Recorde pessoal do atleta (Personal best)    | Recorde da Oceania    | Recorde da Oceania (Oceania)          | DSQ / DQ                   | Desclassificado (Disqualified)            |   |                                      |
| Recorde da temporada  | Recorde da temporada do atleta (Season best) | Recorde sul-americano | Recorde sul-americano (South America) | NM                         | Sem marca (No mark)                       |   |                                      |